# Composition des équipes au Championnat du monde masculin de handball 2005
Cet article liste les compositions et les statistiques des équipes qualifiées au championnat du monde masculin de handball 2005 organisé du 23 janvier au 6 février 2005 en Tunisie.

## Abréviations utilisées
Différentes abréviations sont utilisées dans l'intitulé des colonnes :
- Buts : nombre total de buts marqués
- Arrêts : nombre total d'arrêts réalisés
- Tirs : nombre total de tirs réalisés ou reçus
- % : pourcentage de réussite au tir (ratio Buts/Tirs)
- %Arrêt : pourcentage d'arrêts (ratio Arrêts/Tirs)
- MJ : nombre de matchs joués
- Moy. : nombre de buts moyen par match (ratio Buts/MJ)
- 7m : nombre de buts marqués sur jets de 7m
- PD : nombre de passes décisives
- BP : nombre de ballons perdus
- : nombre d'exclusions temporaires (2 minutes)
- : nombre de disqualifications (3x2 minutes) ou d'expulsions (direct)
- n : meilleure performance sur l'ensemble de la compétition.

## Effectifs (selon classement final)

### Espagne
| Joueur             | Buts | Tirs | %      | MJ | Moy. | 7m             | PD  | BP  | Suspension | Carton rouge |
| ------------------ | ---- | ---- | ------ | -- | ---- | -------------- | --- | --- | ---------- | ------------ |
| Juanín Garcia      | 55   | 73   | 75,3 % | 10 | 5,5  | 16/21 (76,2 %) | 19  | 6   | -          | -            |
| Iker Romero        | 45   | 80   | 56,3 % | 10 | 4,5  | 11/15 (73,3 %) | 33  | 11  | 4          | 1            |
| Mateo Garralda     | 41   | 59   | 69,5 % | 10 | 4,1  | -              | 17  | 11  | 1          | -            |
| Albert Rocas       | 32   | 49   | 65,3 % | 9  | 3,6  | 4/8 (50 %)     | 6   | 8   | 4          | -            |
| Alberto Entrerríos | 29   | 51   | 56,9 % | 10 | 2,9  | -              | 32  | 17  | 4          | -            |
| Rolando Uríos      | 27   | 33   | 81,8 % | 8  | 3,4  | -              | 7   | 4   | 1          | -            |
| Rubén Garabaya     | 27   | 35   | 77,1 % | 10 | 2,7  | 1/1 (100 %)    | 14  | 3   | 4          | -            |
| Mariano Ortega     | 19   | 36   | 52,8 % | 9  | 2,1  | -              | 21  | 8   | 1          | -            |
| Demetrio Lozano    | 18   | 27   | 66,7 % | 7  | 2,6  | 3/4 (75 %)     | 15  | 5   | -          | -            |
| Juancho Pérez      | 15   | 16   | 93,8 % | 9  | 1,7  | 1/1 (100 %)    | 6   | 6   | 6          | -            |
| Chema Rodríguez    | 15   | 22   | 68,2 % | 10 | 1,5  | 1/1 (100 %)    | 48  | 28  | -          | -            |
| Fernando Hernández | 12   | 19   | 63,2 % | 8  | 1,5  | -              | 4   | 2   | 2          | -            |
| David Davis        | 11   | 18   | 61,1 % | 5  | 2,2  | -              | 1   | -   | -          | -            |
| Raúl Entrerríos    | 9    | 13   | 69,2 % | 5  | 1,8  | 1/1 (100 %)    | 22  | 8   | 1          | -            |
| Total              | 355  | 531  | 66,9 % | 10 | 35,5 | 38/52 (73,1 %) | 245 | 117 | 28         | 1            |

| Joueur                | Arrêts | Tirs | %Arrêt | MJ | Moy. | 7m       | PD | BP | Suspension |
| --------------------- | ------ | ---- | ------ | -- | ---- | -------- | -- | -- | ---------- |
| José Javier Hombrados | 66     | 172  | 38,4 % | 10 | 6,6  | 5 (28 %) | 4  | 1  | -          |
| David Barrufet        | 74     | 240  | 30,8 % | 10 | 7,4  | 2 (13 %) | 1  | -  | -          |
| Total                 | 140    | 412  | 34 %   | 10 | 14   | 7 (41 %) | 5  | 1  | 0          |

### Croatie
| Joueur            | Buts | Tirs | %      | MJ | Moy. | 7m             | PD  | BP  | Suspension | Carton rouge |
| ----------------- | ---- | ---- | ------ | -- | ---- | -------------- | --- | --- | ---------- | ------------ |
| Mirza Džomba      | 62   | 84   | 73,8 % | 10 | 6,2  | 29/33 (87,9 %) | 10  | 11  | 1          | -            |
| Ivano Balić       | 46   | 77   | 59,7 % | 10 | 4,6  | -              | 46  | 22  | 2          | -            |
| Blaženko Lacković | 46   | 86   | 53,5 % | 10 | 4,6  | -              | 20  | 23  | 1          | -            |
| Igor Vori         | 37   | 58   | 63,8 % | 10 | 3,7  | -              | 17  | 17  | 5          | -            |
| Goran Šprem       | 22   | 33   | 66,7 % | 10 | 2,2  | -              | 9   | 4   | 2          | -            |
| Denis Buntić      | 19   | 47   | 40,4 % | 10 | 1,9  | -              | 26  | 10  | 2          | -            |
| Petar Metličić    | 18   | 30   | 60 %   | 7  | 2,6  | 0/1 (0 %)      | 10  | 6   | 3          | -            |
| Nikša Kaleb       | 16   | 34   | 47,1 % | 10 | 1,6  | -              | 10  | 4   | 3          | -            |
| Vedran Zrnić      | 15   | 17   | 88,2 % | 10 | 1,5  | 3/3 (100 %)    | 6   | 1   | -          | -            |
| Slavko Goluža     | 14   | 23   | 60,9 % | 10 | 1,4  | 8/12 (66,7 %)  | 20  | 10  | 8          | -            |
| Denis Špoljarić   | 10   | 17   | 58,8 % | 10 | 1    | -              | 12  | 2   | 6          | -            |
| Davor Dominiković | 6    | 7    | 85,7 % | 9  | 0,7  | -              | 5   | 1   | 4          | -            |
| Zoran Jeftić      | 5    | 8    | 62,5 % | 4  | 1,3  | -              | 3   | 5   | 3          | 1            |
| Total             | 316  | 521  | 60,7 % | 10 | 31,6 | 40/49 (81,6 %) | 194 | 116 | 40         | 1            |

| Joueur          | Arrêts | Tirs | %Arrêt | MJ | Moy. | 7m          | PD | BP | Suspension |
| --------------- | ------ | ---- | ------ | -- | ---- | ----------- | -- | -- | ---------- |
| Vlado Šola      | 113    | 342  | 33 %   | 10 | 11,3 | 4/29 (14 %) | -  | 1  | -          |
| Venio Losert    | 14     | 55   | 25,5 % | 7  | 2    | 0/6 (0 %)   | 1  | -  | -          |
| Nikola Blažičko | 3      | 6    | 50 %   | 3  | 1    | 2/3 (67 %)  | -  | -  | -          |
| Total           | 130    | 403  | 32,3 % | 10 | 13   | 6/38 (16 %) | 1  | 1  | -          |

### France
| Rang  | Joueur             | Buts | Tirs | %      | MJ | Moy. | 7m             | PD  | BP  | Suspension | Carton rouge | Temps de jeu    |
| ----- | ------------------ | ---- | ---- | ------ | -- | ---- | -------------- | --- | --- | ---------- | ------------ | --------------- |
| 1     | Michaël Guigou     | 48   | 63   | 76,2 % | 10 | 4,8  | 13/15 (86,7 %) | 3   | 8   | 1          | 0            | 6 h 12 min 59 s |
| 2     | Nikola Karabatic   | 43   | 71   | 60,6 % | 9  | 4,8  | 5/5 (100 %)    | 20  | 20  | 5          | 0            | 6 h 27 min 5 s  |
| 3     | Grégory Anquetil   | 38   | 65   | 58,5 % | 10 | 3,8  | 11/14 (78,6 %) | 6   | 7   | 3          | 1            | 7 h 4 min 19 s  |
| 4     | Olivier Girault    | 26   | 42   | 61,9 % | 10 | 2,6  | 5/6 (83,3 %)   | 3   | 5   | 3          | 0            | 3 h 54 min 25 s |
| 4     | Joël Abati         | 26   | 43   | 60,5 % | 10 | 2,6  | 6/8 (75 %)     | 14  | 8   | 3          | 0            | 4 h 34 min 17 s |
| 4     | Daniel Narcisse    | 24   | 43   | 55,8 % | 9  | 2,7  | -              | 7   | 11  | 2          | 0            | 3 h 12 min 17 s |
| 7     | Cédric Burdet      | 24   | 44   | 54,5 % | 9  | 2,7  | 1/2 (50 %)     | 13  | 10  | 2          | 0            | 6 h 4 min 51 s  |
| 7     | Jérôme Fernandez   | 24   | 50   | 48 %   | 8  | 3    | 1/3 (33,3 %)   | 6   | 12  | 3          | 0            | 3 h 59 min 52 s |
| 9     | Christophe Kempé   | 12   | 16   | 75 %   | 10 | 1,2  | -              | 2   | 5   | -          | 0            | 1 h 26 min 15 s |
| 9     | Jackson Richardson | 12   | 23   | 52,2 % | 9  | 1,3  | -              | 19  | 17  | 1          | 0            | 4 h 7 min 32 s  |
| 11    | Guéric Kervadec    | 10   | 17   | 58,8 % | 10 | 1,0  | -              | 1   | 8   | 9          | 0            | 6 h 0 min 51 s  |
| 12    | Guillaume Gille    | 8    | 17   | 47,1 % | 6  | 1,3  | -              | 5   | 6   | 3          | 0            | 2 h 25 min 25 s |
| 13    | Didier Dinart      | 6    | 8    | 75 %   | 10 | 0,6  | -              | 1   | -   | 6          | 0            | 4 h 31 min 2 s  |
| 14    | Thierry Omeyer     | 0    | 0    | -      | 10 | -    | -              | 1   | 1   | -          | 0            | 7 h 6 min 0 s   |
| 14    | Daouda Karaboué    | 0    | 1    | 0 %    | 10 | 0    | -              | 1   | -   | -          | 0            | 2 h 53 min 10 s |
| Total | Total              | 301  | 503  | 60 %   | 10 | 30,1 | 42/53 (86,7 %) | 102 | 118 | 41         | 1            | 10 h 0 min 0 s  |

| Rang  | Joueur          | Arrêts | Tirs | %arrêt | MJ | Moy. | 7m            | Temps de jeu    |
| ----- | --------------- | ------ | ---- | ------ | -- | ---- | ------------- | --------------- |
| 1     | Thierry Omeyer  | 90     | 264  | 34,1 % | 10 | 9    | 5/18 (28 %)   | 7 h 6 min 0 s   |
| 2     | Daouda Karaboué | 45     | 110  | 40,9 % | 10 | 4,5  | 3/10 (30 %)   | 2 h 53 min 10 s |
| Total | Total           | 135    | 374  | 36,1 % | 10 | 13,5 | 8/28 (28,7 %) | 10 h 0 min 0 s  |

### Tunisie
| Joueur                | Buts | Tirs | %      | MJ | Moy. | 7m             | PD  | BP  | Suspension | Carton rouge |
| --------------------- | ---- | ---- | ------ | -- | ---- | -------------- | --- | --- | ---------- | ------------ |
| Wissem Hmam           | 81   | 137  | 59,1 % | 10 | 8,1  | 16/21 (76,2 %) | 19  | 16  | 6          | 1            |
| Issam Tej             | 37   | 53   | 69,8 % | 10 | 3,7  | -              | 16  | 15  | 17         | 2            |
| Wissem Bousnina       | 35   | 73   | 47,9 % | 10 | 3,5  | 1/1 (100 %)    | 8   | 6   | 1          | 3            |
| Heykel Megannem       | 34   | 78   | 43,6 % | 10 | 3,4  | -              | 33  | 29  | 4          | -            |
| Dhaker Seboui         | 29   | 40   | 72,5 % | 10 | 2,9  | -              | 7   | 10  | 5          | -            |
| Ali Madi              | 26   | 40   | 65 %   | 10 | 2,6  | 1/2 (50 %)     | 5   | 4   | 4          | -            |
| Anouar Ayed           | 20   | 27   | 74,1 % | 6  | 3,3  | 6/7 (85,7 %)   | 4   | 5   | 3          | -            |
| Sahbi Ben Aziza       | 18   | 36   | 50 %   | 10 | 1,8  | 4/7 (57,1 %)   | 4   | 12  | 7          | 1            |
| Marouen El Hadj Ahmed | 12   | 24   | 50 %   | 10 | 1,2  | 1/1 (100 %)    | 5   | 5   | 4          | 1            |
| Selim Hedoui          | 10   | 15   | 66,7 % | 10 | 1    | 1/1 (100 %)    | 2   | 1   | 3          | -            |
| Makrem Jarou          | 6    | 11   | 54,5 % | 9  | 0,7  | -              | -   | 4   | 1          | -            |
| Sobhi Saïed           | 3    | 5    | 60 %   | 10 | 0,3  | -              | 1   | 3   | 1          | -            |
| Mahmoud Gharbi        | 0    | 1    | 0 %    | 5  | 0    | -              | -   | -   | -          | -            |
| Total                 | 311  | 540  | 57,6 % | 10 | 31,1 | 30/40 (75 %)   | 107 | 113 | 56         | 8            |

| Joueur            | Arrêts | Tirs | %Arrêt | MJ | Moy. | 7m       | PD | BP | Suspension |
| ----------------- | ------ | ---- | ------ | -- | ---- | -------- | -- | -- | ---------- |
| Selim Zaheni      | 20     | 46   | 43,5 % | 2  | 10   | - (- %)  | -  | -  | -          |
| Makram Missaoui   | 59     | 165  | 35,8 % | 9  | 6,6  | 3 (16 %) | 3  | 1  | -          |
| Marouène Maggaiez | 54     | 174  | 31 %   | 9  | 6    | 5 (25 %) | -  | 2  | -          |
| Total             | 133    | 385  | 34,5 % | 10 | 13,3 | 8 (19 %) | 3  | 3  | -          |

### Serbie-et-Monténégro
| Joueur                  | Buts | Tirs | %      | MJ | Moy. | 7m             | PD  | BP  | Suspension | Carton rouge |
| ----------------------- | ---- | ---- | ------ | -- | ---- | -------------- | --- | --- | ---------- | ------------ |
| Ratko Nikolić           | 34   | 41   | 82,9 % | 9  | 3,8  | -              | 14  | 14  | 3          | -            |
| Alen Muratović          | 34   | 56   | 60,7 % | 9  | 3,8  | 0/1 (0 %)      | 16  | 14  | 2          | -            |
| Dragan Sudžum           | 27   | 44   | 61,4 % | 8  | 3,4  | 11/14 (78,6 %) | 10  | 10  | 6          | -            |
| Vladica Stojanović      | 26   | 43   | 60,5 % | 8  | 3,3  | -              | 13  | 11  | 3          | -            |
| Žikica Milosavljević    | 23   | 36   | 63,9 % | 8  | 2,9  | 6/10 (60 %)    | 8   | 9   | 2          | 1            |
| Danijel Anđelković      | 22   | 36   | 61,1 % | 9  | 2,4  | 1/1 (100 %)    | 10  | 14  | 6          | -            |
| Vladimir Petrić         | 21   | 57   | 36,8 % | 8  | 2,6  | -              | 17  | 20  | 2          | -            |
| Marko Krivokapić        | 20   | 40   | 50 %   | 9  | 2,2  | 1/1 (100 %)    | 15  | 10  | 6          | -            |
| Marko Curuvija          | 11   | 13   | 84,6 % | 4  | 2,8  | -              | 2   | 2   | -          |              |
| Milorad Krivokapić (en) | 11   | 25   | 44 %   | 8  | 1,4  | 2/3 (66,7 %)   | 11  | 12  | 2          | 1            |
| Ratko Đurković          | 9    | 11   | 81,8 % | 8  | 1,1  | 1/1 (100 %)    | 3   | 3   | 7          | 2            |
| Alem Toskić             | 6    | 8    | 75 %   | 4  | 1,5  | -              | 3   | 7   | 3          | -            |
| Goran Đukanović         | 5    | 7    | 71,4 % | 9  | 0,6  | 0/1 (0 %)      | 8   | -   | 4          | -            |
| Nikola Kojić            | 4    | 11   | 36,4 % | 7  | 0,6  | 1/1 (100 %)    | 2   | 2   | 8          | -            |
| Total                   | 253  | 428  | 59,1 % | 9  | 28,1 | 23/33 (69,7 %) | 136 | 128 | 55         | 4            |

| Joueur        | Arrêts | Tirs | %Arrêt | MJ | Moy. | 7m        | PD | BP | Suspension |
| ------------- | ------ | ---- | ------ | -- | ---- | --------- | -- | -- | ---------- |
| Arpad Šterbik | 85     | 227  | 37,4 % | 9  | 9,4  | 9 (29 %)  | 4  | -  | -          |
| Danijel Šarić | 45     | 123  | 36,6 % | 9  | 5    | 3 (23 %)  | -  | -  | -          |
| Total         | 130    | 351  | 37 %   | 9  | 14,4 | 12 (27 %) | 4  | -  | -          |

### Grèce
| Joueur                    | Buts | Tirs | %      | MJ | Moy. | 7m            | PD | BP  | Suspension | Carton rouge |
| ------------------------- | ---- | ---- | ------ | -- | ---- | ------------- | -- | --- | ---------- | ------------ |
| Alexandros Alvanos (de)   | 41   | 71   | 57,7 % | 9  | 4,6  | 2/4 (50 %)    | 18 | 23  | 5          | -            |
| Savvas Karypidis (de)     | 35   | 52   | 67,3 % | 7  | 5    | 8/11 (72,7 %) | 6  | 12  | 1          | -            |
| Spyridon Balomenos        | 32   | 66   | 48,5 % | 9  | 3,6  | 1/1 (100 %)   | 16 | 17  | 2          | -            |
| Sasa Zivulovic            | 20   | 47   | 42,6 % | 9  | 2,2  | 5/6 (83,3 %)  | 13 | 21  | 4          | -            |
| Evangelos Voglis          | 18   | 27   | 66,7 % | 8  | 2,3  | -             | 1  | 7   | 1          | -            |
| Georgios Chalkidis        | 18   | 27   | 66,7 % | 9  | 2    | -             | 4  | 16  | 10         | -            |
| Grigirios Sanikis         | 18   | 35   | 51,4 % | 9  | 2    | -             | 12 | 14  | 2          | -            |
| Nikos Grammatikos (en)    | 17   | 28   | 60,7 % | 9  | 1,9  | 9/13 (69,2 %) | 2  | 7   | 5          | 1            |
| Alexandros Vasilakis (de) | 13   | 38   | 34,2 % | 9  | 1,4  | 1/1 (100 %)   | 6  | 7   | 5          | 1            |
| Nikolaos Samaras          | 12   | 17   | 70,6 % | 7  | 1,7  | -             | 1  | 6   | 2          | -            |
| Georgios Zaravinas        | 8    | 16   | 50 %   | 9  | 0,9  | -             | 1  | 3   | -          | -            |
| Nikolaos Kokolodimitrakis | 7    | 14   | 50 %   | 9  | 0,8  | -             | 4  | 8   | 15         | 2            |
| Dimitrios Tzimourtos      | 6    | 11   | 54,5 % | 4  | 1,5  | 1/1 (100 %)   | 2  | 1   | 1          | -            |
| Total                     | 245  | 449  | 54,6 % | 9  | 27,2 | 27/37 (73 %)  | 89 | 147 | 54         | 4            |

| Joueur               | Arrêts | Tirs | %Arrêt | MJ | Moy. | 7m       | PD | BP | Suspension |
| -------------------- | ------ | ---- | ------ | -- | ---- | -------- | -- | -- | ---------- |
| Dimitrios Kaffatos   | 68     | 212  | 32,1 % | 9  | 7,6  | 3 (18 %) | 2  | 1  | -          |
| loannis Chrysopoulos | 45     | 141  | 31,9 % | 9  | 5    | 2 (12 %) | 1  | 4  | -          |
| Total                | 114    | 360  | 31,7 % | 9  | 12,7 | 5 (15 %) | 3  | 5  | -          |

### Norvège
| Joueur               | Buts | Tirs | %      | MJ | Moy. | 7m             | PD  | BP  | Suspension | Carton rouge |
| -------------------- | ---- | ---- | ------ | -- | ---- | -------------- | --- | --- | ---------- | ------------ |
| Kristian Kjelling    | 50   | 84   | 59,5 % | 9  | 5,6  | 17/26 (65,4 %) | 10  | 13  | -          | -            |
| Frode Hagen          | 32   | 66   | 48,5 % | 9  | 3,6  | -              | 23  | 17  | 4          | -            |
| Rune Skjaervold      | 28   | 48   | 58,3 % | 8  | 3,5  | 9/12 (75 %)    | 11  | 4   | 2          | -            |
| Frank Løke           | 30   | 44   | 68,2 % | 9  | 3,3  | -              | 13  | 9   | 1          | -            |
| Jan Thomas Lauritzen | 29   | 52   | 55,8 % | 9  | 3,2  | -              | 21  | 8   | 4          | -            |
| Håvard Tvedten       | 20   | 32   | 62,5 % | 8  | 2,5  | 9/14 (64,3 %)  | 4   | 4   | 1          | -            |
| Marius Riise         | 19   | 32   | 59,4 % | 9  | 2,1  | -              | 10  | 5   | 1          | -            |
| Glenn Solberg        | 15   | 30   | 50 %   | 9  | 1,7  | 1/1 (100 %)    | 36  | 20  | 8          | -            |
| Jarle Rykkje         | 9    | 16   | 56,3 % | 7  | 1,3  | -              | 1   | -   | -          | -            |
| Preben Vildalen      | 8    | 14   | 57,1 % | 9  | 0,9  | 3/3 (100 %)    | 10  | 5   | 11         | 2            |
| Johnny Jensen        | 8    | 11   | 72,7 % | 9  | 0,9  | -              | 6   | 8   | 15         | 2            |
| Børge Lund           | 7    | 15   | 46,7 % | 9  | 0,8  | -              | 2   | 5   | 4          | -            |
| André Jørgensen      | 3    | 7    | 42,9 % | 4  | 0,8  | -              | 2   | 1   | 1          | -            |
| Total                | 258  | 451  | 57,2 % | 9  | 28,7 | 39/56 (69,6 %) | 149 | 102 | 52         | 4            |

| Joueur         | Arrêts | Tirs | %Arrêt | MJ | Moy. | 7m       | PD | BP | Suspension |
| -------------- | ------ | ---- | ------ | -- | ---- | -------- | -- | -- | ---------- |
| Steinar Ege    | 89     | 247  | 36 %   | 7  | 12,7 | 8 (21 %) | -  | 1  | -          |
| Ole Erevik     | 26     | 60   | 43,3 % | 3  | 8,7  | 0 (0 %)  | -  | 2  | -          |
| Sindre Walstad | 21     | 48   | 43,8 % | 8  | 2,6  | 0 (0 %)  | -  | -  | -          |
| Total          | 136    | 355  | 38,3 % | 9  | 15,1 | 8 (15 %) | -  | 3  | -          |

### Russie
| Joueur                  | Buts | Tirs | %      | MJ | Moy. | 7m             | PD  | BP  | Suspension | Carton rouge |
| ----------------------- | ---- | ---- | ------ | -- | ---- | -------------- | --- | --- | ---------- | ------------ |
| Édouard Kokcharov       | 80   | 105  | 76,2 % | 9  | 8,9  | 31/38 (81,6 %) | 7   | 13  | 3          | -            |
| Pavel Bachkine          | 27   | 39   | 69,2 % | 9  | 3    | 0/2 (0 %)      | 5   | 8   | 2          | -            |
| Iouri Egorov            | 27   | 58   | 46,6 % | 8  | 3,4  | 0/1 (0 %)      | 22  | 14  | 11         | 1            |
| Alexeï Rastvortsev      | 26   | 65   | 40 %   | 9  | 2,9  | -              | 10  | 10  | 1          | -            |
| Mikhaïl Tchipourine     | 20   | 37   | 54,1 % | 9  | 2,2  | -              | 9   | 17  | 5          | -            |
| Vitali Ivanov           | 19   | 37   | 51,4 % | 9  | 2,1  | -              | 35  | 8   | 2          | 1            |
| Alexeï Peskov           | 14   | 31   | 45,2 % | 9  | 1,6  | 0/1 (0 %)      | 9   | 8   | -          | -            |
| Dimitri Kovalev         | 11   | 18   | 61,1 % | 9  | 1,2  | -              | 1   | 3   | 3          | -            |
| Alexeï Lomanov          | 9    | 18   | 50 %   | 9  | 1    | -              | 5   | 9   | 2          | -            |
| Georgi Zaikin           | 4    | 9    | 44,4 % | 6  | 0,7  | -              | 2   | 4   | 5          | -            |
| Egor Evdokimov          | 4    | 12   | 33,3 % | 7  | 0,6  | -              | 2   | 4   | 8          | -            |
| Alexandre Tchernoïvanov | 3    | 3    | 100 %  | 3  | 1    | -              | -   | 1   | 1          | -            |
| Alexeï Kaïnarov         | 2    | 3    | 66,7 % | 4  | 0,5  | -              | -   | 2   | -          | -            |
| Daniel Tchernov         | 2    | 11   | 18,2 % | 9  | 0,2  | -              | 11  | 4   | 11         | 1            |
| Total                   | 248  | 446  | 55,6 % | 9  | 27,6 | 31/42 (73,8 %) | 118 | 106 | 55         | 4            |

| Joueur          | Arrêts | Tirs | %Arrêt | MJ | Moy. | 7m       | PD | BP | Suspension |
| --------------- | ------ | ---- | ------ | -- | ---- | -------- | -- | -- | ---------- |
| Alexeï Kostigov | 69     | 169  | 40,8 % | 8  | 8,6  | 3 (17 %) | -  | 1  | -          |
| Denis Tarassov  | 59     | 181  | 32,6 % | 9  | 6,6  | 2 (15 %) | -  | -  | 1          |
| Total           | 128    | 350  | 36,6 % | 9  | 14,2 | 5 (16 %) | -  | 1  | 1          |

### Allemagne
| Joueur            | Buts | Tirs | %      | MJ | Moy. | 7m             | PD  | BP  | Suspension | Carton rouge |
| ----------------- | ---- | ---- | ------ | -- | ---- | -------------- | --- | --- | ---------- | ------------ |
| Florian Kehrmann  | 47   | 60   | 78,3 % | 9  | 5,2  | -              | 11  | 15  | 2          | -            |
| Torsten Jansen    | 42   | 64   | 65,6 % | 9  | 4,7  | 11/16 (68,8 %) | 17  | 10  | 1          | -            |
| Oleg Velyky       | 36   | 62   | 58,1 % | 9  | 4    | 6/9 (66,7 %)   | 18  | 12  | 1          | -            |
| Franck von Behren | 29   | 53   | 54,7 % | 9  | 3,2  | 8/9 (88,9 %)   | 29  | 12  | 8          | 1            |
| Christian Zeitz   | 25   | 66   | 37,9 % | 9  | 2,8  | -              | 27  | 11  | 6          | -            |
| Holger Glandorf   | 22   | 45   | 48,9 % | 8  | 2,8  | -              | 8   | 8   | 1          | -            |
| Sebastian Preiß   | 16   | 28   | 57,1 % | 8  | 2    | -              | 10  | 4   | 4          | -            |
| Steffen Weber     | 13   | 23   | 56,5 % | 9  | 1,4  | -              | 12  | 11  | 3          | -            |
| Michael Hegemann  | 13   | 27   | 48,1 % | 8  | 1,6  | 1/1 (100 %)    | 11  | 9   | 3          | -            |
| Jens Tiedtke      | 12   | 19   | 63,2 % | 9  | 1,3  | -              | 10  | 4   | 2          | -            |
| Yves Grafenhorst  | 9    | 15   | 60 %   | 9  | 1    | -              | -   | 2   | 3          | -            |
| Oliver Roggisch   | 2    | 5    | 40 %   | 9  | 0,2  | -              | 5   | 5   | 11         | 1            |
| Christian Schöne  | 1    | 2    | 50 %   | 2  | 0,5  | -              | -   | -   | 1          | -            |
| Pascal Hens       | -    | -    | - %    | 1  | -    | -              | -   | -   | -          | -            |
| Total             | 269  | 471  | 57,1 % | 9  | 29,9 | 26/35 (74,3 %) | 160 | 106 | 46         | 2            |

| Joueur            | Arrêts | Tirs | %Arrêt | MJ | Moy. | 7m       | PD | BP | Suspension |
| ----------------- | ------ | ---- | ------ | -- | ---- | -------- | -- | -- | ---------- |
| Johannes Bitter   | 62     | 177  | 35 %   | 9  | 6,9  | 4 (21 %) | 1  | 2  | -          |
| Carsten Lichtlein | 57     | 174  | 32,8 % | 9  | 6,3  | 2 (12 %) | 1  | 1  | -          |
| Total             | 119    | 351  | 33,9 % | 9  | 13,2 | 6 (17 %) | 2  | 3  | -          |

### Rép. tchèque
| Joueur            | Buts | Tirs | %      | MJ | Moy. | 7m             | PD  | BP  | Suspension | Carton rouge |
| ----------------- | ---- | ---- | ------ | -- | ---- | -------------- | --- | --- | ---------- | ------------ |
| Jan Filip         | 58   | 100  | 58 %   | 9  | 6,4  | 5/11 (45,5 %)  | 6   | 15  | 2          | -            |
| David Juříček     | 51   | 65   | 78,5 % | 9  | 5,7  | 2/6 (33,3 %)   | 10  | 9   | 6          | -            |
| Michal Brůna      | 31   | 74   | 41,9 % | 9  | 3,4  | -              | 21  | 21  | 2          | -            |
| Filip Jícha       | 23   | 43   | 53,5 % | 4  | 5,8  | 0/2 (0 %)      | 14  | 21  | 4          | -            |
| Alexandr Radčenko | 21   | 51   | 41,2 % | 9  | 2,3  | 1/1 (100 %)    | 35  | 18  | -          | 1            |
| Kamil Piskač      | 17   | 22   | 77,3 % | 8  | 2,1  | 13/16 (81,3 %) | 2   | 1   | 3          | -            |
| Karel Nocar       | 13   | 25   | 52 %   | 9  | 1,4  | 1/1 (100 %)    | 7   | 11  | 14         | 2            |
| Tomáš Laclvik     | 12   | 21   | 57,1 % | 9  | 1,3  | -              | 8   | 14  | 1          | -            |
| Jakub Szymanski   | 11   | 21   | 52,4 % | 7  | 1,6  | -              | 14  | 5   | 3          | -            |
| Roman Farar       | 10   | 22   | 45,5 % | 9  | 1,1  | -              | 14  | 11  | 6          | -            |
| Tomáš Řezníček    | 8    | 23   | 34,8 % | 7  | 1,1  | -              | 3   | 3   | -          | -            |
| Milan Berka       | 3    | 5    | 60 %   | 5  | 0,6  | -              | 2   | 5   | 1          | -            |
| Martin Hrib       | 3    | 6    | 50 %   | 6  | 0,5  | -              | 2   | 3   | -          | -            |
| Jiří Hynek        | -    | -    | - %    | 8  | -    | -              | -   | 1   | 5          | -            |
| Total             | 261  | 478  | 54,6 % | 9  | 29   | 22/37 (59,5 %) | 140 | 141 | 47         | 4*           |

* dont une expulsion pour le banc de touche.
| Joueur       | Arrêts | Tirs | %Arrêt | MJ | Moy. | 7m       | PD | BP | Suspension |
| ------------ | ------ | ---- | ------ | -- | ---- | -------- | -- | -- | ---------- |
| Petr Štochl  | 76     | 227  | 33,5 % | 9  | 8,4  | 5 (29 %) | 1  | 2  | -          |
| Martin Galia | 66     | 185  | 35,7 % | 9  | 7,3  | 4 (20 %) | 1  | 1  | -          |
| Total        | 142    | 412  | 34,5 % | 9  | 15,8 | 9 (24 %) | 2  | 3  | -          |

### Suède
| Joueur            | Buts | Tirs | %      | MJ | Moy. | 7m             | PD  | BP  | Suspension | Carton rouge |
| ----------------- | ---- | ---- | ------ | -- | ---- | -------------- | --- | --- | ---------- | ------------ |
| Marcus Ahlm       | 40   | 51   | 78,4 % | 9  | 4,4  | -              | 13  | 7   | 6          | -            |
| Jonas Källman     | 40   | 61   | 65,6 % | 9  | 4,4  | -              | 11  | 10  | 3          | -            |
| Johan Petersson   | 35   | 53   | 66 %   | 9  | 3,9  | 3/7 (42,9 %)   | 5   | 8   | 1          | -            |
| Jonas Larholm     | 31   | 46   | 67,4 % | 9  | 3,4  | 10/10 (100 %)  | 23  | 18  | 3          | -            |
| Stefan Lövgren    | 31   | 63   | 49,2 % | 8  | 3,9  | 17/21 (81 %)   | 49  | 17  | 3          | -            |
| Kim Andersson     | 29   | 54   | 53,7 % | 9  | 3,2  | -              | 20  | 19  | 10         | -            |
| Fredrik Lindahl   | 19   | 32   | 59,4 % | 9  | 2,1  | -              | 6   | 3   | -          | -            |
| Martin Boquist    | 13   | 27   | 48,1 % | 9  | 1,4  | -              | 23  | 15  | 3          | -            |
| Mathias Franzén   | 9    | 11   | 81,8 % | 9  | 1    | -              | 3   | 4   | 5          | -            |
| Sebastian Seifert | 8    | 21   | 38,1 % | 7  | 1,1  | 3/3 (100 %)    | 21  | 7   | 1          | -            |
| Ljubomir Vranjes  | 7    | 12   | 58,3 % | 4  | 1,8  | 2/3 (66,7 %)   | 15  | 20  | 1          | -            |
| Pelle Unders      | 7    | 14   | 50 %   | 8  | 0,9  | -              | 10  | 1   | 4          | -            |
| Kristian Svensson | 5    | 8    | 62,5 % | 4  | 1,3  | -              | 6   | 3   | 1          | -            |
| Robert Arrhenius  | 1    | 2    | 50 %   | 5  | 0,2  | -              | 1   | 1   | 3          | 1            |
| Total             | 275  | 455  | 60,4 % | 9  | 30,6 | 35/44 (79,5 %) | 213 | 135 | 44         | 1            |

| Joueur           | Arrêts | Tirs | %Arrêt | MJ | Moy. | 7m       | PD | BP | Suspension |
| ---------------- | ------ | ---- | ------ | -- | ---- | -------- | -- | -- | ---------- |
| Tomas Svensson   | 89     | 241  | 36,9 % | 9  | 9,9  | 1 (6 %)  | 6  | -  | -          |
| Fredrik Ohlander | 58     | 140  | 41,4 % | 9  | 6,4  | 5 (29 %) | 1  | 2  | -          |
| Total            | 147    | 381  | 38,6 % | 9  | 16,3 | 6 (18 %) | 7  | 2  | -          |

### Slovénie
| Joueur          | Buts | Tirs | %      | MJ | Moy. | 7m             | PD  | BP  | Suspension | Carton rouge |
| --------------- | ---- | ---- | ------ | -- | ---- | -------------- | --- | --- | ---------- | ------------ |
| Siarhei Rutenka | 58   | 100  | 58 %   | 9  | 6,4  | 8/14 (57,1 %)  | 31  | 25  | 6          | -            |
| Zoran Jovičić   | 45   | 67   | 67,2 % | 9  | 5    | 23/28 (82,1 %) | 13  | 10  | 4          | -            |
| Matjaž Brumen   | 44   | 66   | 66,7 % | 9  | 4,9  | 3/3 (100 %)    | 8   | 8   | -          | -            |
| Uroš Zorman     | 37   | 62   | 59,7 % | 8  | 4,6  | -              | 20  | 23  | 1          | 1            |
| Jure Natek      | 25   | 48   | 52,1 % | 9  | 2,8  | -              | 18  | 6   | 15         | 2            |
| Vid Kavtičnik   | 19   | 38   | 50 %   | 9  | 2,1  | 1/2 (50 %)     | 20  | 6   | 2          | -            |
| David Špiler    | 10   | 16   | 62,5 % | 9  | 1,1  | -              | 1   | 3   | 3          | -            |
| Matjaž Mlakar   | 8    | 13   | 61,5 % | 7  | 1,1  | -              | 3   | 3   | 4          | -            |
| Boštjan Ficko   | 8    | 18   | 44,4 % | 8  | 1    | -              | 5   | 6   | 3          | -            |
| Miladin Kozlina | 7    | 16   | 43,8 % | 8  | 0,9  | -              | 1   | 5   | 4          | -            |
| Goran Kozomara  | 6    | 10   | 60 %   | 6  | 1    | -              | -   | 5   | 3          | -            |
| Marko Ostir     | 4    | 9    | 44,4 % | 8  | 0,5  | -              | 9   | 1   | 2          | -            |
| Ognjen Backovič | 1    | 8    | 12,5 % | 9  | 0,1  | -              | 3   | 2   | 4          | -            |
| Total           | 272  | 471  | 57,7 % | 9  | 30,2 | 35/47 (74,5 %) | 133 | 106 | 51         | 3            |

| Joueur         | Arrêts | Tirs | %Arrêt | MJ | Moy. | 7m        | PD | BP | Suspension |
| -------------- | ------ | ---- | ------ | -- | ---- | --------- | -- | -- | ---------- |
| Gorazd Škof    | 92     | 232  | 39,7 % | 7  | 13,1 | 8 (40 %)  | 1  | 3  | -          |
| Beno Lapajne   | 29     | 93   | 31,2 % | 6  | 4,8  | 6 (30 %)  | -  | -  | -          |
| Dušan Podpečan | 21     | 67   | 31,3 % | 5  | 4,2  | 1 (25 %)  | -  | -  | -          |
| Total          | 142    | 392  | 36,2 % | 9  | 15,8 | 15 (34 %) | 1  | 3  | -          |

### Danemark
| Joueur                     | Buts | Tirs | %      | MJ | Moy. | 7m            | PD | BP | Suspension | Carton rouge |
| -------------------------- | ---- | ---- | ------ | -- | ---- | ------------- | -- | -- | ---------- | ------------ |
| Søren Stryger              | 29   | 36   | 80,6 % | 4  | 7,3  | 9/11 (81,8 %) | 2  | 9  | 1          | -            |
| Lars Christiansen          | 23   | 37   | 62,2 % | 4  | 5,8  | 12/16 (75 %)  | 5  | 1  | 1          | -            |
| Michael V. Knudsen         | 18   | 28   | 64,3 % | 5  | 3,6  | -             | 9  | 4  | 6          | 1            |
| Kasper Nielsen             | 18   | 28   | 64,3 % | 5  | 3,6  | -             | 2  | 8  | 4          | -            |
| Christian Hjermind         | 16   | 18   | 88,9 % | 4  | 4    | 0/1 (0 %)     | 3  | 2  | -          | -            |
| Boris Schnuchel (de)       | 12   | 16   | 75 %   | 3  | 4    | -             | -  | 3  | 1          | -            |
| Torsten Laen               | 11   | 12   | 91,7 % | 5  | 2,2  | -             | 3  | 3  | 4          | -            |
| Lars T. Jørgensen          | 8    | 11   | 72,7 % | 5  | 1,6  | -             | 5  | 4  | 4          | -            |
| Bo Spellerberg             | 8    | 12   | 66,7 % | 5  | 1,6  | -             | 7  | 4  | -          | -            |
| Morten Bjerre (en)         | 8    | 15   | 53,3 % | 4  | 2    | -             | 9  | 8  | 2          | -            |
| Lars Krogh Jeppesen        | 7    | 17   | 41,2 % | 5  | 1,4  | -             | 4  | 6  | 4          | -            |
| Rune Ohm                   | 6    | 8    | 75 %   | 3  | 2    | -             | 2  | 3  | 4          | -            |
| Claus Møller Jakobsen (en) | 6    | 12   | 50 %   | 4  | 1,5  | -             | 4  | 8  | -          | -            |
| Lars Møller Madsen (de)    | 4    | 8    | 50 %   | 4  | 1    | -             | 1  | 2  | -          | -            |
| Total                      | 174  | 259  | 67,2 % | 5  | 34,8 | 21/28 (75 %)  | 61 | 66 | 27         | 1            |

| Joueur             | Arrêts | Tirs | %Arrêt | MJ | Moy. | 7m       | PD | BP | Suspension |
| ------------------ | ------ | ---- | ------ | -- | ---- | -------- | -- | -- | ---------- |
| Kasper Hvidt       | 44     | 124  | 35,5 % | 5  | 8,8  | 1 (9 %)  | 3  | 1  | -          |
| Peter Nørklit (de) | 27     | 64   | 42,2 % | 5  | 5,4  | 2 (22 %) | 2  | -  | -          |
| Total              | 71     | 188  | 37,8 % | 5  | 14,2 | 3 (15 %) | 5  | 1  | -          |

### Égypte
| Joueur               | Buts | Tirs | %      | MJ | Moy. | 7m             | PD | BP | Suspension | Carton rouge |
| -------------------- | ---- | ---- | ------ | -- | ---- | -------------- | -- | -- | ---------- | ------------ |
| Hussein Zaky         | 36   | 62   | 58,1 % | 5  | 7,2  | 16/17 (94,1 %) | 9  | 11 | 5          | -            |
| Sherif Moemen        | 18   | 31   | 58,1 % | 5  | 3,6  | 2/3 (66,7 %)   | 3  | 14 | 3          | -            |
| Ahmed El-Ahmar       | 14   | 25   | 56 %   | 5  | 2,8  | 0/1 (0 %)      | 5  | 9  | 4          | -            |
| Belal Mabrouk Awaad  | 12   | 25   | 48 %   | 5  | 2,4  | 1/1 (100 %)    | 4  | 6  | 1          | 1            |
| Mahmoud Karam        | 9    | 11   | 81,8 % | 5  | 1,8  | -              | 2  | 4  | 5          | -            |
| Hassan Yosry         | 9    | 19   | 47,4 % | 5  | 1,8  | -              | 15 | 17 | 1          | -            |
| Hany El-Fakharany    | 6    | 11   | 54,5 % | 4  | 1,5  | -              | 2  | 5  | 2          | -            |
| Hassan Mabrouk Awaad | 5    | 8    | 62,5 % | 3  | 1,7  | -              | -  | 6  | 1          | -            |
| Mohamed Abd Wareth   | 5    | 11   | 45,5 % | 4  | 1,3  | -              | 3  | 8  | -          | -            |
| Abdalla Mohamed      | 3    | 4    | 75 %   | 4  | 0,8  | -              | -  | 1  | 1          | -            |
| Wael Fahim           | 2    | 5    | 40 %   | 4  | 0,5  | -              | 2  | 3  | 1          | -            |
| Saber Hussein        | 2    | 6    | 33,3 % | 4  | 0,5  | -              | 4  | 6  | 1          | -            |
| Ahmed Ramadan        | 1    | 1    | 100 %  | 5  | 0,2  | -              | -  | -  | 4          | 1            |
| Ehab Mohsen          | 1    | 3    | 33,3 % | 2  | 0,5  | -              | -  | 2  | 2          | -            |
| Total                | 123  | 222  | 55,4 % | 5  | 24,6 | 19/22 (86,4 %) | 51 | 94 | 32         | 2            |

| Joueur                 | Arrêts | Tirs | %Arrêt | MJ | Moy. | 7m           | PD | BP | Suspension |
| ---------------------- | ------ | ---- | ------ | -- | ---- | ------------ | -- | -- | ---------- |
| Mohamed Bakir El-Nakib | 46     | 129  | 35,7 % | 5  | 9,2  | 11/13 (85 %) | -  | 1  | 1          |
| Mohamed Sharaf El-Din  | 16     | 56   | 28,6 % | 5  | 3,2  | 1 (20 %)     | 2  | 1  | -          |
| Total                  | 62     | 185  | 33,5 % | 5  | 12,4 | 12 (67 %)    | 2  | 2  | 1          |

### Islande
| Joueur                   | Buts | Tirs | %      | MJ | Moy. | 7m             | PD | BP | Suspension | Carton rouge |
| ------------------------ | ---- | ---- | ------ | -- | ---- | -------------- | -- | -- | ---------- | ------------ |
| Guðjón Valur Sigurðsson  | 31   | 46   | 67,4 % | 5  | 6,2  | 1/2 (50 %)     | 6  | 6  | 2          | -            |
| Ólafur Stefánsson        | 26   | 47   | 55,3 % | 5  | 5,2  | 14/19 (73,7 %) | 28 | 5  | 2          | -            |
| Robert Gunnarsson        | 20   | 31   | 64,5 % | 5  | 4    | 3/5 (60 %)     | 9  | 4  | 3          | -            |
| Alexander Petersson      | 18   | 29   | 62,1 % | 5  | 3,6  | -              | 7  | 4  | 3          | -            |
| Markus Michaelsson       | 15   | 18   | 83,3 % | 5  | 3    | -              | 7  | 7  | 4          | -            |
| Einar Hólmgeirsson       | 14   | 35   | 40 %   | 5  | 2,8  | -              | 4  | 4  | 5          | -            |
| Dagur Sigurðsson         | 7    | 18   | 38,9 % | 5  | 1,4  | -              | 7  | 5  | 2          | -            |
| Vignir Svavarsson        | 6    | 7    | 85,7 % | 5  | 1,2  | -              | 3  | 1  | 7          | 1            |
| Arnór Atlason            | 6    | 14   | 42,9 % | 5  | 1,2  | 4/4 (100 %)    | 7  | 1  | 2          | -            |
| Logi Geirsson            | 4    | 9    | 44,4 % | 5  | 0,8  | 1/1 (100 %)    | -  | 1  | -          | -            |
| Ingimundur Ingimundarson | 3    | 3    | 100 %  | 3  | 1    | -              | -  | 1  | 2          | -            |
| Einar Örn Jónsson        | 2    | 3    | 66,7 % | 3  | 0,7  | -              | 1  | 2  | -          | -            |
| Vilhjálmur Halldórsson   | 2    | 6    | 33,3 % | 4  | 0,5  | -              | 5  | 3  | 1          | -            |
| Total                    | 154  | 266  | 57,9 % | 5  | 30,8 | 23/31 (74,2 %) | 84 | 45 | 33         |              |

| Joueur                  | Arrêts | Tirs | %Arrêt | MJ | Moy. | 7m       | PD | BP | Suspension |
| ----------------------- | ------ | ---- | ------ | -- | ---- | -------- | -- | -- | ---------- |
| Roland Eradze           | 31     | 118  | 26,3 % | 4  | 7,8  | 2 (15 %) | -  | -  | -          |
| Birkir Ívar Guðmundsson | 27     | 65   | 41,5 % | 5  | 5,4  | 2 (25 %) | -  | -  | -          |
| Hreidar Guðmundsson     | 9      | 27   | 33,3 % | 1  | 9    | 0 (0 %)  | -  | -  | -          |
| Total                   | 67     | 211  | 31,8 % | 5  | 13,4 | 4 (17 %) | -  | -  | -          |

### Japon
| Joueur                | Buts | Tirs | %      | MJ | Moy. | 7m            | PD | BP | Suspension | Carton rouge |
| --------------------- | ---- | ---- | ------ | -- | ---- | ------------- | -- | -- | ---------- | ------------ |
| Daisuke Myazaki       | 23   | 56   | 41,1 % | 5  | 4,6  | -             | 14 | 23 | -          | -            |
| Yuya Taba             | 20   | 49   | 40,8 % | 5  | 4    | 5/7 (71,4 %)  | 10 | 13 | 4          | -            |
| Yoshio Nakagawa       | 19   | 42   | 45,2 % | 5  | 3,8  | -             | 23 | 10 | 4          | -            |
| Katsuaki Matsubayashi | 11   | 13   | 84,6 % | 3  | 3,7  | -             | 2  | -  | 1          | -            |
| Osamu Yamaguchi       | 11   | 21   | 52,4 % | 5  | 2,2  | -             | 3  | 1  | 3          | -            |
| Masayoshi Shimokawa   | 10   | 15   | 66,7 % | 3  | 3,3  | -             | 3  | 5  | -          | -            |
| Kenji Toyoda          | 9    | 13   | 69,2 % | 5  | 1,8  | -             | 1  | 6  | 1          | -            |
| Masashi Tanaka        | 6    | 10   | 60 %   | 5  | 1,2  | -             | 2  | 9  | 2          | -            |
| Norikazu Higashi      | 5    | 9    | 55,6 % | 4  | 1,3  | 1/1 (100 %)   | 2  | 3  | 3          | -            |
| Hiroaki Nomura        | 3    | 7    | 42,9 % | 4  | 0,8  | 2/3 (66,7 %)  | -  | -  | -          | -            |
| Yuichi Sugiyama       | 2    | 2    | 100 %  | 4  | 0,5  | -             | 2  | 5  | 2          | -            |
| Hideaki Nagashima     | 2    | 6    | 33,3 % | 5  | 0,4  | 0/1 (0 %)     | 2  | 4  | 4          | -            |
| Taishi Haga           | 0    | 3    | 0 %    | 5  | 0    | -             | 5  | 2  | 1          | -            |
| Masanori Iwamoto      | 0    | 4    | 0 %    | 2  | 0    | -             | 1  | -  | -          | -            |
| Total                 | 121  | 250  | 48,4 % | 5  | 24,2 | 8/12 (66,7 %) | 71 | 82 | 25         | 0            |

| Joueur            | Arrêts | Tirs | %Arrêt | MJ | Moy. | 7m       | PD | BP | Suspension |
| ----------------- | ------ | ---- | ------ | -- | ---- | -------- | -- | -- | ---------- |
| Toshihiro Tsubone | 40     | 123  | 32,5 % | 5  | 8    | 1 (11 %) | -  | -  | -          |
| Takashi Takagi    | 26     | 94   | 27,7 % | 5  | 5,2  | 0 (0 %)  | 1  | 1  | -          |
| Total             | 66     | 217  | 30,4 % | 5  | 13,2 | 1 (6 %)  | 1  | 1  | -          |

### Algérie
| Rang  | Joueur            | Buts | Tirs | %    | MJ | Moy. | 7m | PD | BP | Suspension | Carton rouge | Temps de jeu    |
| ----- | ----------------- | ---- | ---- | ---- | -- | ---- | -- | -- | -- | ---------- | ------------ | --------------- |
| 1     | Salim Nedjel      | 25   | 43   | 58 % | 5  | 5,0  | 12 | 17 | 12 | 4          | -            | 1 h 2 min 26 s  |
| 2     | Belgacem Filah    | 21   | 53   | 40 % | 5  | 4,2  | 0  | 8  | 9  | 2          | -            | 4 h 2 min 52 s  |
| 3     | El Hadi Biloum    | 21   | 53   | 40 % | 5  | 4,2  | 2  | 12 | 10 | 2          | -            | 2 h 39 min 18 s |
| 4     | Abdérazak Hamad   | 18   | 21   | 86 % | 5  | 3,6  | 0  | 6  | 3  | 4          | -            | 2 h 37 min 28 s |
| 5     | Abdelghani Loukil | 13   | 22   | 59 % | 5  | 2,6  | 0  | 6  | 7  | 3          | -            | 4 h 20 min 44 s |
| 6     | Ahmed Hadjali     | 13   | 18   | 72 % | 5  | 2,6  | 1  | 4  | 7  | 5          | 1            | 3 h 52 min 49 s |
| 7     | Hichem Boudrali   | 9    | 11   | 82 % | 5  | 1,8  | 0  | 2  | 9  | 6          | -            | 3 h 10 min 7 s  |
| 8     | Mimoun Mimouni    | 8    | 11   | 73 % | 3  | 2,66 | 0  | 2  | 2  | 1          | -            | 1 h 7 min 54 s  |
| 9     | Sid Ali Guiti     | 5    | 7    | 71 % | 5  | 1,0  | 0  | 2  | 5  | 2          | -            | 1 h 18 min 47 s |
| 10    | Smail Laggoune    | 2    | 6    | 33 % | 5  | 0,4  | 0  | 1  | 2  | -          | -            | 0 h 24 min 49 s |
| 11    | Sid Ali Yahia     | 2    | 9    | 22 % | 5  | 0,4  | 0  | 3  | 5  | 1          | -            | 1 h 7 min 13 s  |
| 12    | Houari Khelladi   | 1    | 2    | 50 % | 5  | 0,2  | 0  | -  | -  | 5          | 1            | 1 h 2 min 26 s  |
| 13    | Hamadi Zendri     | 0    | 0    | - %  | 2  | 0    | 0  | 1  | -  | -          | -            | 0 h 31 min 43 s |
| Total | Total             | 138  | 256  | 54 % | 5  | 27,6 | 15 | 70 | 72 | 35         | 2            | 5 h 0 min 0 s   |

| N°    | Joueur             | %    | Arrêts | Tirs | MJ | Moy. | Temps de jeu    |
| ----- | ------------------ | ---- | ------ | ---- | -- | ---- | --------------- |
| 1     | Abdellah Toum      | 39 % | 9      | 23   | 1  | 9    | 0 h 29 min 57 s |
| 2     | Abdelmalek Slahdji | 37 % | 22     | 59   | 5  | 4,4  | 1 h 13 min 9 s  |
| 3     | Khaled Ghoumal     | 32 % | 47     | 149  | 5  | 9,4  | 3 h 16 min 54 s |
| Total | Total              | 34 % | 78     | 213  | 5  | 15,6 | 5 h 0 min 0 s   |

### Argentine
Statistiques des joueurs

### Brésil
Statistiques des joueurs

### Angola
Statistiques des joueurs

### Qatar
Statistiques des joueurs

### Koweït
Statistiques des joueurs

### Canada
Statistiques des joueurs

### Australie
Statistiques des joueurs